# Klassiek op 8
Klassiek op 8 is een Nederlands muziekprogramma op RTL 8. Het programma wordt iedere zondag uitgezonden en duurt 180 minuten. In het programma worden verschillende klassieke muzieksoorten ten gehore gebracht, onder andere gala- en kerkmuziek.